# Eva Grenouilloux
Eva Grenouilloux est une patineuse de vitesse sur piste courte française.

## Biographie
Elle patine pour le club de Fontenay-sous-Bois puis pour celui de Reims.
Au cours de la saison de Coupe du monde de patinage de vitesse sur piste courte 2022-2023, elle est remplaçante du relais féminin. En fin de saison, elle arrive 12e du 500 mètres et du 1 500 mètres aux Championnats du monde junior.
En septembre 2023, elle arrive deuxième féminine de l'Open français, derrière Bérénice Comby, et dixième du classement général.